# Телевидение в Молдове
Статья описывает телевидение в Молдове.

## История телевидения

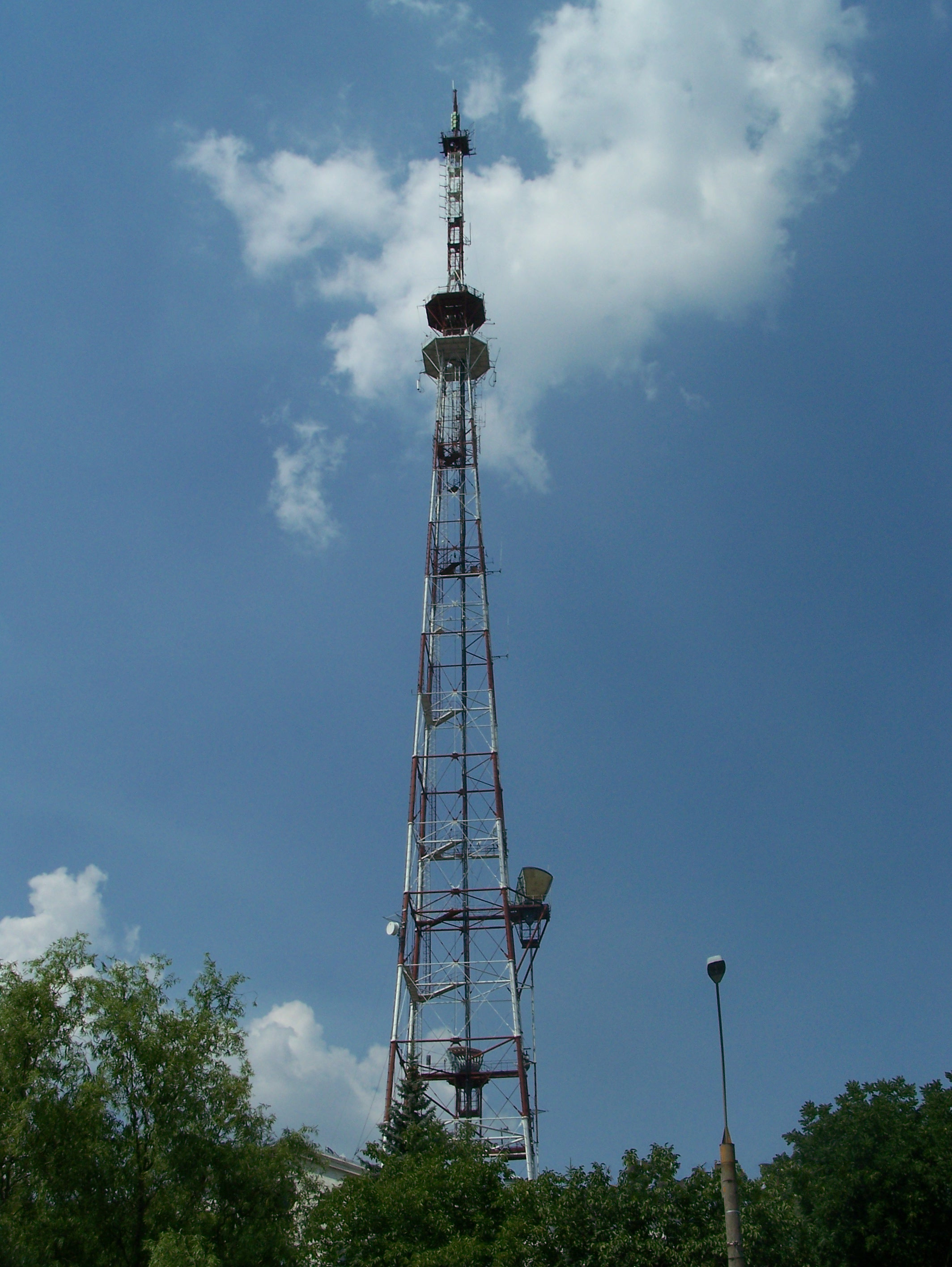
Телевышка в кишинёвском телецентре

### 1950—1960-е годы
В 1957—1958 годах был возведён кишинёвский телецентр, включающий телевизионную башню и наземную инфраструктуру (технические здания и т. п.). 30 апреля 1958 года в Молдавской ССР началась ретрансляция 1-й программы Центрального телевидения с телепередачами производимыми Гостелерадио МССР в рамках «республиканского окна». Основные телепередачи тех лет были посвящены жизни Советского Союза, республики, культурным мероприятиям, спорту, а затем запустил телеканал Молдова 1.
В 1959 году было начато строительство союзной радиорелейной линии Киев—Кишинёв, состоящей из сложных объектов; зданий с радиотелевизионным оборудованием, антенно-мачтовых сооружений и многого другого.
В 1961 году связистами республики были сданы в эксплуатацию первые маломощные телевизионные ретрансляторы: в Бельцах и Комрате.
В 1962 году были сданы в эксплуатацию маломощные телевизионные ретрансляторы в Унгенах и Кагуле, где передающая антенна вначале была установлена на нефтяной вышке.
В апреле 1963 года была ведена в эксплуатацию союзная магистральная радиорелейная линия (РРЛ) Киев—Винница—Бельцы—Корнешты—Страшены—Кишинёв с последующим ответвлением на Яссы и Бухарест (кабельная магистраль Москва—Киев действовала до этого уже много лет). Телезрители республики получили возможность смотреть программы Центрального телевидения и передачи из других регионов мира. Стал возможным обмен телепередачами. Приёмная и передающая антенны РРЛ в Кишинёве были установлены на телевизионной башне. Позже был сдан в эксплуатацию участок союзной радиорелейной линии Кишинёв—Бендеры—Щербинка—Одесса, которая уже была соединена радиорелейной линией с Киевом. Это позволило повысить устойчивость и надёжность телевизионного вещания в республике.
В 1964 году был сдан в эксплуатацию телевизионный ретранслятор большой мощности в г. Бельцы.
В 1965 году в республике значительно возросла зона покрытия территории телевизионным вещанием; работало уже 10 телевизионных передатчиков и ретрансляторов различной мощности. К концу года среднесуточный объём телевизионного вещания по двум программам (ЦТ 1 программа и ЦТ Московская программа) составил 14,3 часа, в том числе — по первой программе — 11,0 часов, по второй — 3,3 часа.
Республиканское вещание составило 5,4 часа, в том числе 1,7 часа собственные программы.
Почти десять часов занимала ретрансляция передач Центрального телевидения и из других городов. У населения республики было уже около 160 тысяч телевизоров.
В 1966 году маломощный ретранслятор в г. Кагуле был заменён передатчиками большей мощности.
В 1967 году в Тирасполе был установлен маломощный передатчик для ретрансляции 2-й республиканской программы. На тот момент этот телеканал транслировался исключительно из Кишинёва и принимался в радиусе 45 км. Вот что по этому поводу писал В. Ревуцкий: «В 1967 году в республике появилась возможность принимать ретранслируемые телевизионные передачи в цветном изображении и выдавать их в эфир. Для этого пришлось частично заменить и модернизировать передающее оборудование, а населению приобретать цветные телевизоры.»
С 1966 по 1972 годы были построены радиорелейные линии Кишинёв — Кагул и Бельцы — Единцы.

### 1970-е годы

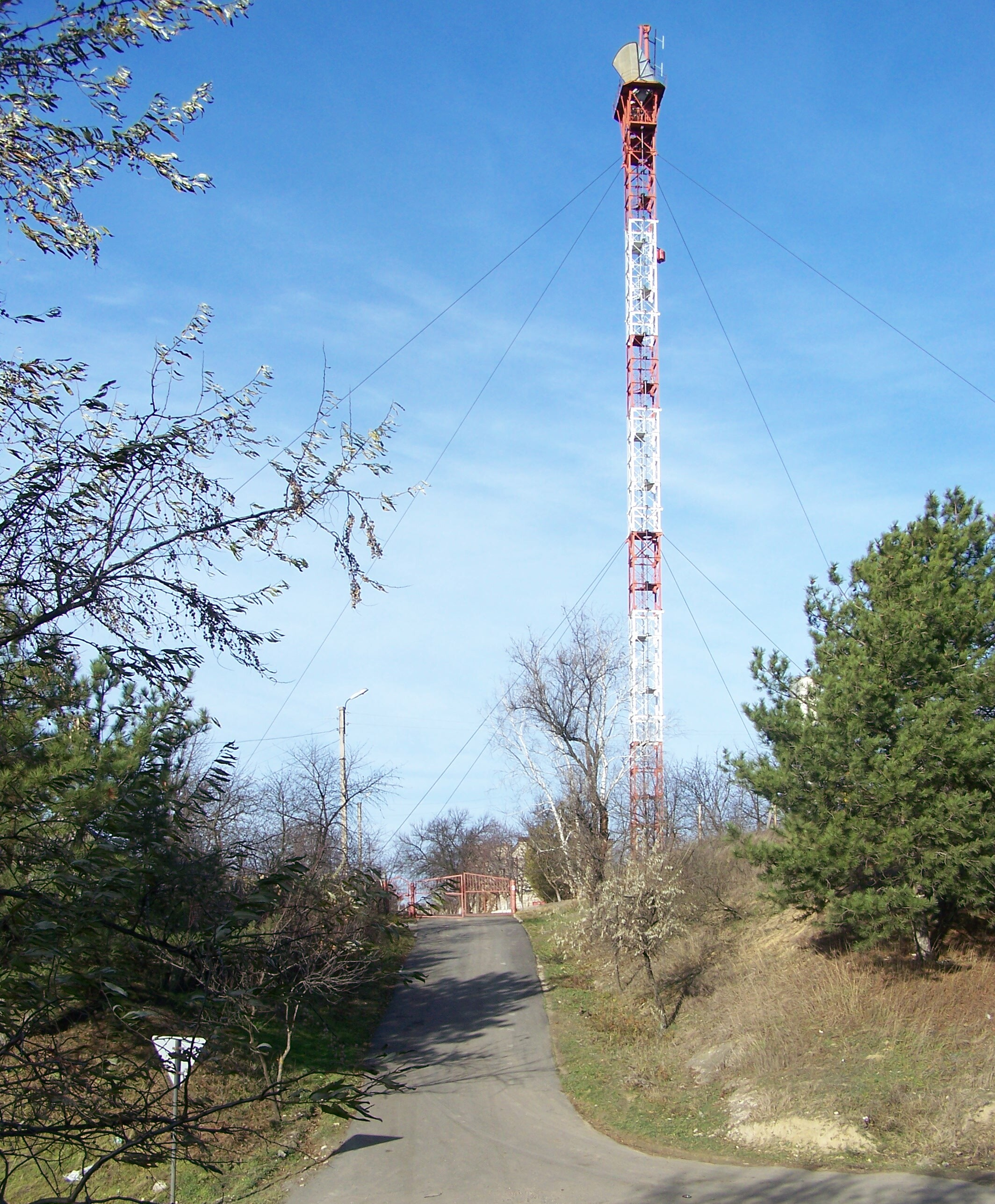
Чимишлийская радиорелейная станция на линии Кишинёв — Кагул

В начале 1970-х годов была сдана в эксплуатацию РРЛ Кишинёв — Кагул, которая позволила передавать сигналы одновременно нескольких телерадиопрограмм ко всем вещательным станциям региона (Котовск, Комрат и Кагул), притом в хорошем качестве. Были запущены ретрансляторы в Котовске (ныне — Хынчешты), Днестровске, и Иванче для расширения вещания второй республиканской программы.

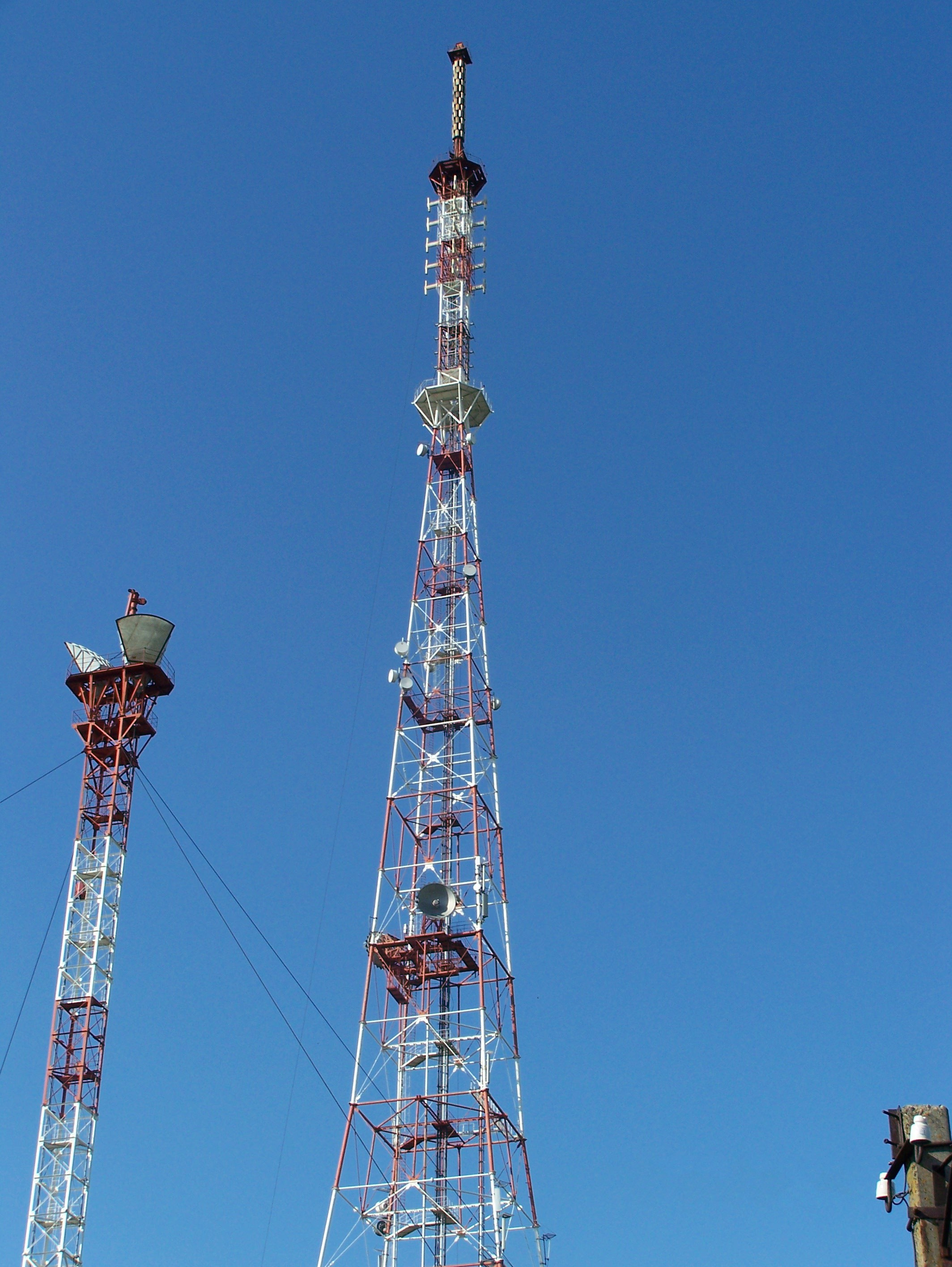
Чимишлийская телевышка

В 1970-х годах запущены мощные РТС в Единцах, Чимишлии и Унгенах.
В 1973 году в Чадыр-Лунге запустили вещание.

### 1980-е годы
1 января 1982 году вещание ЦТ Московской программы в Молдавской ССР было прекращено, его частота перешла ЦТ 4 программе в тот же день переименованная в ЦТ 2 программу.
К середине 1980-х запустили РТПС в Новых Мындрештах, Страшенах и Трифештах.

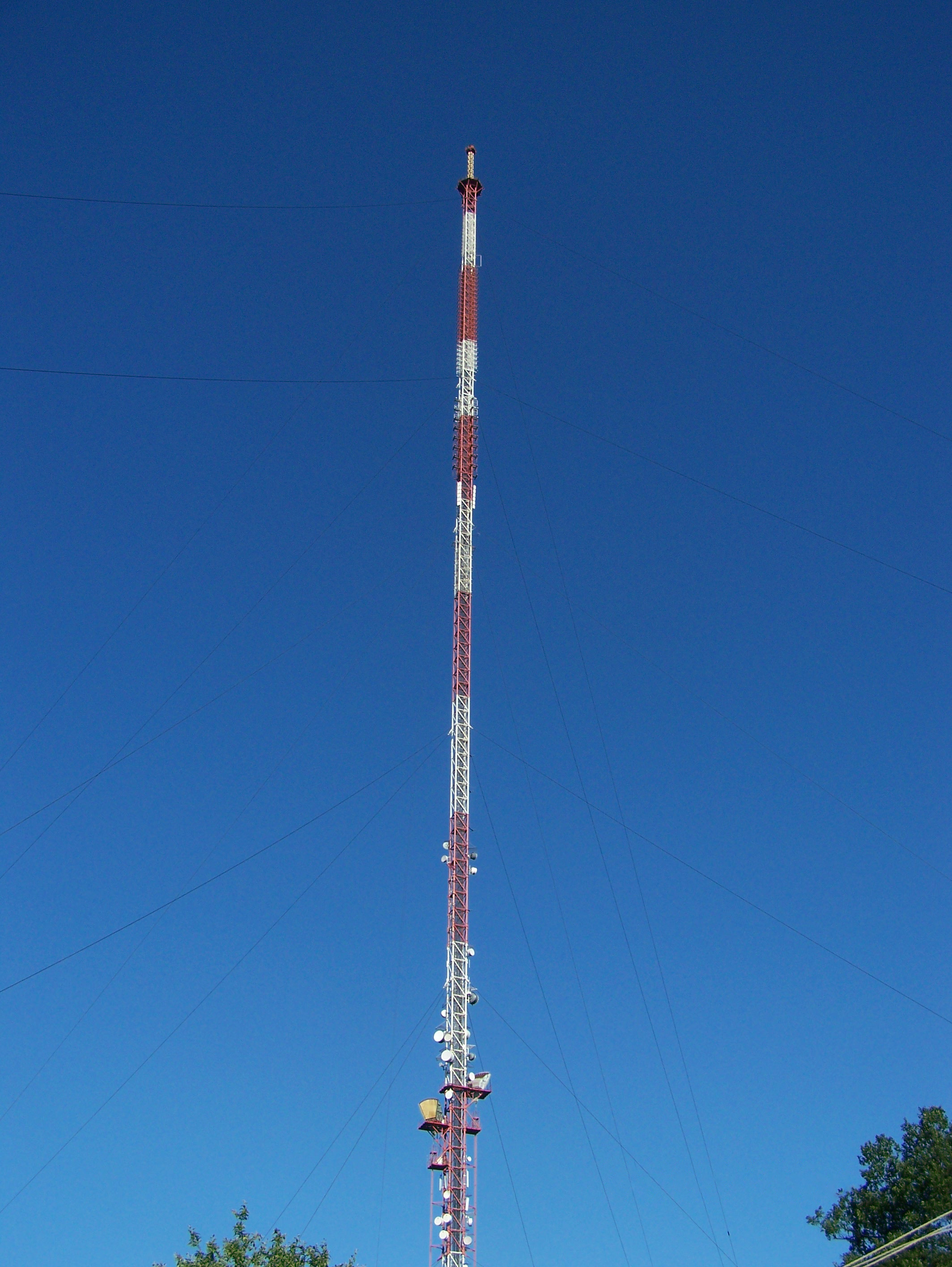
Страшенская мачта

В 1988 году в Страшенах запустили вещание на 3 и 11 каналах, и в Кишинёве вещание на этих каналах полностью прекратили. Все столичные жители массово перенастраивали свои приёмные антенны в сторону Страшен.

### 1990-е годы
1990, 14 октября — TVR1 заняло место «2-й общесоюзной программы» на 8-м канале в Кишинёве. Также вещание TVR1 запустили в Трифештах на 25 ТВК.
1 января 1992 года ЦТ 1 программа, в тот же день переименованная в 1-й канал Останкино была переведена на 2 телеканал, 1 телеканал перешёл румынскому государственному каналу TVR1, вещание РТР на территории Молдовы было прекращено. Таким образом, с 1992 года в Страшенах на 30 канале вещал 1-й канал Останкино, а на 11 канале — TVR-1. С 6 апреля РТР опять ретранслируется на 8-м Кишинёвском канале, до сих пор пустовавшем. Трансляции РТР продолжались до приблизительно 21 апреля. Позже 1 телеканал перешёл TVM, 3 телеканал — 1-му каналу Останкино.

«РТПС Каушаны, h=245м»

К маю 1993 г в Каушанах запустили в эксплуатацию новую мощную РТПС.
1 апреля 1995 года — ретрансляция 1-го канала Останкино на территории Молдовы прекращено, эфир на 3-м телеканале перешёл российской получастной телекомпании ОРТ.
В 1996 году был создан Координационный совет по телевидению (Consiliul Coordonator al Audiovizualului).
В 1996 году был запущен новый телеканал — TVC21.
В 1997 году запущено вещание нового молдавского телеканала — N.I.T, который до прекращения своего вещания, ретранслировал «ТВ Центр-Int». Специально для этого недалеко от кишинёвской башни возвели мачту высотой 70-80 метров.
1 сентября 1999 года — ретрансляция ОРТ на территории Молдовы прекращено, 3 телеканал перешёл телекомпании «Prime» большинство передач которых производились ОРТ.
3 сентября 1999 года — румынский телеканал PRO TV запустил PRO TV Chișinău.

### 2000-е годы
25 января 2001 российский музыкальный телеканал «Муз-ТВ» начал вещание в Кишинёве.
1 июня 2002 года ретрансляция «Antena 1» на «Euro TV» на территории Молдовы была прекращена, в 2018 году был перезапущен как «Televiziunea centrală», который транслирует большинство программ российского «ТВ Центра».
30 июля 2002 года был запущен новый молдавский телеканал «RIF», из которого позднее в 2006—2007 году её получил под названием «N4», но в 2013 году её получил и как национальный статус под названием телеканала «Național 4».
1 июня 2004 года ретрансляция телеканала «Россия» на территории Молдовы была прекращена. Вместо него было начато вещание международного телеканала «РТР-Планета».
1 апреля 2005 года компания «TeleDixi» SRL прекратила дистрибуцию телеканала «РТР-Планета» в Молдове и на его месте запустила местную версию который телеканала ретранслировал российского телеканала «СТС», которая позже получила название «СТС TV Dixi» (официально «TV DIXI»). Через несколько лет единственной собственной программой на телеканале выступил утренняя развлекательная программа «Утро на СТС», но в 2012 году его получило названием «MEGA TV».
1 марта 2006 года начал вещание новый телеканал «TV7» (ныне «TV8»), который до 2016 года ретранслировал программы российского телеканала «НТВ».
В конце 2006 года телеканал «TV7» (ныне «TV8») начал вещание в северной части Молдовы.
3 июля 2007 года компания «BRAVO TV» запустила новый телеканал «ТНТ Bravo» (официально «BRAVO»), который ретранслировал российский телеканал «ТНТ» с местной рекламой. Через несколько лет телеканал выпустил собственные программы. В 2017 году телеканал прекратил трансляцию программ «ТНТ» и начал выходить в эфир под названием «BRAVO TV».
22 августа 2007 года в Молдове была запущена молдавская версия российского телеканала «РЕН ТВ».
21 ноября 2007 года был запущен телеканал «Canal 2», который до 2013 года ретранслировал программы румынского телеканала «TVR».
В конце 2007 года был запущен телеканал ALT TV, в 2017 году был перезапущен как «Orhei TV».
В 2008 году ретрансляция российского телеканала «ТВ-3» и румынского канала «1 Music Channel» на территории Молдовы прекращено, в 2012 году был перезапущен как «Canal 3».
В 2009 году на базе российского музыкального телеканала «RU.TV» был запущен новый музыкальный телеканал «RU.TV Moldova». Поначалу телеканал ретранслировал «RU.TV» из собственными программами, SMS-чатом и рекламой, потом окончательно перешёл на самостоятельное вещание.

### 2010-е годы
- 5 марта 2010 года был запущен новый молдавский телеканал «Jurnal TV», который первое время в начале его вещания .
- 7 апреля 2010 года был запущен молдавский информационный телеканал Publika TV.
- 29 ноября 2010 года российский телеканал «Домашний» начал вещание в Молдове.
- 6 апреля 2012 телеканал «NIT» прекратил вещание.
- В середине 2013 году был запущен телеканал «Accent TV».
- В январе 2013 года был запущен телеканал «RTR Moldova».
- 1 декабря 2013 года румынская телекомпания «TVR» запустила в Молдове телеканал «TVR Moldova».
- 31 мая 2014 года телеканал «Muz TV Moldova» прекратил вещание.
- С 7 июля 2014 года был запущен телеканал Realitatea TV Moldova.
- 1 января 2016 года компания «Exclusiv Media» запустила новый молдавский телеканал «NTV Moldova», который транслирует большинство программ российского «НТВ».
- В 2017 году компания «Exclusiv Media» запустила новый развлекательный телеканал «Exclusiv TV», сетка вещания которого состоит из программ международной версии российского «ТНТ», собственных проектов и программ телеканала «NTV Moldova».
- Весной 2017 года состоялся ребрендинг телеканала «Super TV» в «Familia Domashniy».
- 30 июля 2017 «Realitatea TV Moldova» прекратил вещание.
- Осенью 2017 года Accent TV начал транслировать программы российского телеканала «Пятница!».
- 1 ноября 2019 года «Accent TV» был переименован в «Primul in Moldova», сетка вещания которого составляется из программ российского «Первого канала» на базе «ПКВС»[1]. Однако уже 4 ноября 2019 года «Accent TV» получил новую лицензию и возобновил вещание[2].

### 2020-е годы
В 2022 году комиссия по чрезвычайным ситуациям Молдовы приостановила действие лицензий на трансляцию в стране шести телеканалов — «Первый в Молдове», «РТР Молдова», «Accent TV», «НТВ Молдова», «ТВ6» и «Орхей ТВ». Это связано с событиями на Украине и освещением их.

## Телеканалы
Оператор эфирного телевидения — Radiocomunicaţii.

### Метровые общенациональные эфирные телеканалы Молдовы[4]
- Первый метровый телеканал — Moldova 1
- Второй метровый телеканал — Moldova 2

### Дециметровые, кабельные, спутниковые и цифровые телеканалы
- PRO TV Chişinău
- Acasă în Moldova (ранее — PRO 2 Moldova)
- ТV8 (ранее — TV7)
- N4 (бывш. Rif TV)
- TVR Moldova
- TVC21
- Jurnal TV
- Exclusiv TV (ранее — ТНТ Exclusiv TV)
- 7TV (бывш. PEH-TV)
- Cinema 1 (бывш. RTR Moldova)
- Global 24 (бывш. REN TV Moldova)
- R.Live TV
- Agro TV Moldova
- TV9
- Canal Regional
- Elita TV
- Axial TV
- Studio-L TV
- Next TV
- Privesc.Eu
- Premiera TV
- Star TV
- One TV
- Prima TV Moldova
- Canal D
- Vocea Basarabiei TV

Региональные каналы:
- Телерадио Гагаузии
- БТВ (Бельцы и северные районы)
- Euro-TV Chişinău
- ТСВ
- Первый Приднестровский
- Sor TV (Сороки)
- NTS TV (Тараклия)
- ATV (Гагаузия)
- Drochia TV (Дрокия)

### Закрытые телеканалы
- Canal 5[5]
- Muz TV Moldova[6]
- NIT[7]
- PEH-TV (ранее — DTV)
- TV Moldova International[8]
- Mega TV[9] (ранее — СТС Mega)
- Prime[10]
- Publika TV[10]
- Canal 3[10]
- Canal 2[10]
- RTR Moldova
- RU.TV Moldova[11]
- NTV Moldova[12]
- Familia Domashniy[13]
- Primul în Moldova[1][13]
- Bravo TV[14]
- REN TV Moldova
- ITV Moldova[10]
- Orhei TV[10]
- TV6
- Accent TV[10]
- Orizont TV[10]